# The Weeknd in Japan
The Weeknd in Japan é o primeiro álbum de grandes sucessos do cantor canadense The Weeknd, lançado exclusivamente no Japão em 21 de novembro de 2018, pela Universal Music. O álbum conta com singles de seus três primeiros álbuns de estúdio: Kiss Land (2013), Beauty Behind the Madness (2015), e Starboy (2016), sua primeira colaboração com Belly, "Might Not", da oitava mixtape do rapper, Up for Days (2015), e as canções Call Out My Name e Wasted Times de seu EP My Dear Melancholy, (2018). O lançamento do álbum ocorreu pouco antes do início da turnê The Weeknd Asia Tour (2018).